# Jonathan Bottinelli
Jonathan Pablo Bottinelli (Buenos Aires, 14 de setembro de 1984) é um futebolista argentino que atua como zagueiro. Atualmente joga no San Martín de San Juan.
Jonathan Bottinelli é irmão do também futebolista Darío Bottinelli.

## Carreira em clubes
Bottinelli iniciou sua carreira no San Lorenzo de Almagro, em 2002, vindo das categorias de base. Ao longo dos anos, assumiu a condição de titular do time. Mesmo sendo pretendido por alguns clubes ao longo de 2007 e 2008, ele preferiu atuar por mais algum tempo pelo seu clube do coração. Em agosto de 2008, assinou contrato com a Sampdoria, depois de já ter entrado para a galeria de ídolos sanlorencistas; foi um dos principais nomes da equipe sem grandes estrelas que deu aos azulgranas o 13º (e último) título argentino da equipe, no Clausura 2007. Após uma temporada na Itália, retornou ao time que o revelou.

## Características
Bottinelli é um zagueiro de renome na Argentina, por sua pouca idade e capacidade de desarme. O zagueiro também é muito eficiente em bolas aéreas defensivas e ofensivas.

## Carreira internacional
Em 2007, Botinelli foi chamado pela Seleção Argentina na preparação para a Copa América, mas acabou não sendo convocado para disputar a competição.

## Títulos
San Lorenzo
- Copa Sulamericana: 2002
- Torneio Clausura: 2007